# Agnieszka Sławińska
Agnieszka Sławińska – polska sopranistka.
Zadebiutowała rolą Cherubina w Weselu Figara Wolfganga Amadeusa Mozarta na scenie Teatru Wielkiego w Łodzi, od 2003 przez trzy lata była związana z Operą Nova w Bydgoszczy. Należała do grupy finalistów Międzynarodowego Konkursu Wokalnego w Pampelunie, w którego jury zasiadał m.in. José Carreras.
W 2006 wyjechała do Strasburga, gdzie należała do Jeunes Voix du Rhin, studia szkolenia głosu działającego przy Opéra national du Rhin. Występowała tam w partii Illi w Idomeneuszu, królu Krety, jako Bacchis w Pięknej Helenie Jacques’a Offenbacha, Laoula w L’Étoile Emmanuela Chabriera oraz jako Masza w The Music Shop Richarda Wargo.
W 2008 uczestniczyła w Festiwalu Muzyki Klasycznej w Montmorillion, gdzie zaśpiewała arię Micaeli z Carmen Georges’a Bizeta, rok później wystąpiła gościnnie w operze w Lille. Również w 2009 występowała w Operze Berneńskiej wykonując grając Mussetę w Cyganerii Ruggera Leoncavalla oraz w Théâtre d’Orléans jako Christine w operze Julie Philippe Boesmana. Następnie koncertowała gościnnie na scenach Belgii i Francji, po czym wróciła do Strasburga i występowała w Opéra national du Rhin jako Barena w Jenufie Leoša Janáčka. W 2011 po raz pierwszy wystąpiła w Paryżu jako Pamina w Czarodziejskim flecie w reżyserii Petera Brooka, za co uhonorowano ją francuską Nagrodą Moliera. W operze tej wystąpiła na scenach oper w Mediolanie, Londynie, Luksemburgu, Madrycie, Amsterdamie, Barcelonie, Tokio, Kanadzie i Nowym Jorku. W przerwach pomiędzy kolejnymi wyjazdami występowała w Opéra national du Rhin jako Musseta w Cyganerii. W 2012 zadebiutowała w berneńskim Stadttheater rolą Fiordiligi w Così fan tutte Mozarta. W 2013 zagrała w Paryżu w Czarodziejskim flecie w reżyserii Petera Brooka.